# Annette Kolodny
 (juillet 2025).
Si vous disposez d'ouvrages ou d'articles de référence ou si vous connaissez des sites web de qualité traitant du thème abordé ici, merci de compléter l'article en donnant les références utiles à sa vérifiabilité et en les liant à la section « Notes et références ».
 (juillet 2025).
 (juillet 2025).
Motif : traduction souvent hasardeuse, sources quasi inexistantes, ton souvent ampoulé en plus d'être hagiographique
Annette Kolodny, née le 21 août 1941 et morte le 11 septembre 2019, est une critique littéraire et militante féministe américaine. Elle a occupé le poste de professeure émérite de littérature et de culture américaines au Collège des sciences humaines à l'Université de l'Arizona à Tucson. Ses principaux écrits universitaires ont étudié les expériences des femmes aux frontières américaines et la projection de l'imagerie féminine sur le paysage américain.[Quoi ?].
Ses autres écrits traitent de certains aspects du féminisme après les années 1960 ; la révision des thèmes dominants dans les études américaines ; et les problèmes rencontrés par les femmes et les minorités dans le milieu universitaire américain.

## Biographie
Kolodny est née à New York. Pour couronner une carrière déjà longue et distinguée[Par qui ?], Annette Kolodny a publié en 2012 In Search of First Contact: The Vikings of Vinland, the Peoples of the Dawnland, and the Anglo-American Anxiety of Discovery (Duke University Press). L'influent magazine Indian Country Today l'a immédiatement nommé comme l'un des 12 livres les plus importants d'études amérindiennes publiés en 2012. 
En 2013, La Western Literature Association (en) a décerné au livre In Search of First Contact: The Vikings of Vinland, the Peoples of the Dawnland, and the Anglo-American Anxiety of Discovery  le Thomas J. Lyon Book Award comme "le meilleur livre d'études littéraires et culturelles occidentales publié en 2012".
Le professeur Kolodny avait auparavant fait sa marque dans le domaine des études amérindiennes avec la publication du chef-d'œuvre perdu depuis longtemps de la littérature amérindienne de 1893, Joseph Nicolar. The Life and Traditions of the Red Man (Duke University Press, 2007). Cette nouvelle édition comprenait une analyse interprétative du texte de Nicolar ainsi qu'une histoire fascinante de la nation Penobscot dans le Maine. Ces deux derniers livres marquent l'aboutissement d'une carrière universitaire qui a commencé par des études sur les frontières américaines et s'est poursuivie par des examens révolutionnaires des contacts transatlantiques entre Européens et Amérindiens.
Kolodny est née d'Esther Rifkind Kolodny et de David Kolodny.  Elle a fait ses études de premier cycle au Brooklyn College, dont elle est diplômée Phi Beta Kappa[Quoi ?] magna cum laude en 1962. Après avoir obtenu son diplôme, elle a pris un poste dans la rédaction de Newsweek. Kolodny est partie pour retourner aux études supérieures en 1964, citant un désir "d'enseigner aux gens à penser de manière critique et parce qu'elle voulait pouvoir publier ses propres idées, pas simplement rapporter les idées des autres."  Sa maîtrise et son doctorat. Les travaux de D.doctorat. Les travaux de D.[Quoi ?] ont été achevés à l'Université de Californie à Berkeley, et elle a obtenu ce dernier diplôme en 1969. Son premier poste d'enseignante à l'Université de Yale a été écourtée lorsqu'elle est partie après un an pour déménager au Canada avec son mari, dont le projet d'appel du conseil d'administration pour le statut d' objecteur de conscience pour la durée de la guerre du Vietnam a été rejeté.  En trouvant un poste à l'Université de la Colombie-Britannique, elle a aidé à développer le premier programme d'études féministes interdisciplinaire accrédité de l'Ouest canadien avant de retourner aux États-Unis en 1974 pour enseigner à l'Université du New Hampshire
Dans le New Hampshire, elle écrit son premier grand ouvrage d'écocritique féministe, The Lay of the Land : Metaphor as Experience and History in American Life and Letters (1975). Alors que le livre a reçu des critiques positives et a été le pionnier du domaine de l'écocritique féministe , Kolodny s'est vu refuser une promotion et un poste au département de littérature anglaise de l'Université du New Hampshire. (Richter 1387) Active dans les mouvements étudiants à Berkeley, elle a continué à plaider pour le droit d'établir un programme d'études féministes. Plus tard , elle a poursuivi l'Université du New Hampshire pour discrimination sexuelle et antisémitisme.  Elle s'est installée avec "la plus grande récompense financière dans l'histoire dans un cas de cette sorte". Elle a utilisé cet argent pour créer le Fonds juridique du groupe de travail sur la discrimination pour l'National Women's Studies Association (en) (NWSA), une organisation qu'elle avait aidé à fonder, et a été directrice du groupe de travail de 1980 à 1985. La Task Force est désormais rebaptisée Feminists Against Academic Discrimination au sein de la NWSA.
Kolodny a enseigné dans plusieurs universités, dont l' Université du Maryland et le Rensselaer Polytechnic Institute avant d'être nommé doyen du College of Humanities de l'Université de l'Arizona à Tucson. Après son mandat de doyenne, qui s'est étalé de 1988 à 1993, Kolodny a été nommée professeure de littérature et de culture américaines au Collège des sciences humaines à l'Université de l'Arizona. Elle a été professeure émérite d'études culturelles et littéraires comparées à l'Université d'Arizona à Tucson.
En 1993, elle a été élue membre à vie de l'Académie norvégienne des sciences et des lettres.
Ses livres ont remporté de nombreux prix aux Etats-Unis et à l'étranger. Au cours de sa carrière universitaire, Kolodny a reçu des subventions et des bourses du National Endowment for the Humanities, de la Fondation Ford, de la Fondation Guggenheim, de la Rockefeller Humanities Fellowship et d'autres. Elle a pris sa retraite de l'Université de l'Arizona en juillet 2007 et a poursuivi une vie professionnelle active en tant que consultante sur les questions de politique de l'enseignement supérieur et en tant que spécialiste de la littérature et de la culture américaines. Elle est décédée le 11 septembre 2019 à Tucson, en Arizona.

## Travaux
Les deux premiers livres de Kolodny étaient The Lay of the Land : Metaphor as Experience and History in American Life and Letters (University of North Carolina Press, 1975) et The Land Before Her : Fantasy and Experience of the American Frontiers, 1630-1860 (University of North Carolina Press, 1975). Presse de Caroline du Nord, 1984); ces deux textes traitent des préoccupations environnementales et de la destruction historique de la terre (Jay 217). Sur la base de son expérience en tant qu'administratrice principale dans l'enseignement supérieur, Kolodny a publié Failing the Future: A Dean Looks at Higher Education in the Twenty-First Century (Duke University Press, 1998), qui "détaille dans quelle mesure les femmes et les non-blancs les étudiants sont toujours des étrangers sur les campus américains." Le livre examine également le statut des disciplines des sciences humaines dans l'enseignement supérieur, la valeur de la permanence et la nécessité de politiques favorables à la famille sur le campus[Quoi ?]. C'est un livre sur les innovations éducatives nécessaires au XXIe siècle.
Kolodny est également bien connue pour deux articles publiés en 1980 : « Dancing Through the Minefield : Some Observations on the Theory, Practice, and Politics of a Feminist Literary Criticism » (Feminist Studies , printemps 1980) et « A Map for Re-Reading: Gender and the Interpretation of Literary Texts" » ((New Literary History, printemps 1980). Parmi ceux-ci, "Dancing Through the Minefield" est le plus connu et a été qualifié de "l'essai le plus réimprimé de la critique littéraire féministe américaine"[Par qui ?].  Il a été traduit et réimprimé dans le monde entier[Quoi ?].
En 2007, Kolodny a publié un chef-d'œuvre perdu depuis longtemps de la littérature amérindienne, The Life and Traditions of the Red Man de Joseph Nicolar (Duke University Press), initialement publié en 1893. L'œuvre de Nicolar retrace l'histoire de son peuple, la nation Penobscot, des premiers instants de la création par l'arrivée de l'homme blanc. La réimpression de Kolodny de cet ouvrage important comprend une histoire de la nation Penobscot et une introduction interprétative au texte. Il était stipulé que les redevances de ce texte iraient à la nation Penobscot. 
En 2012, Kolodny a publié In Search of First Contact: The Vikings of Vinland, the Peoples of the Dawnland, and the Anglo-American Anxiety of Discovery (Duke University Press). Contribution majeure au domaine des études américaines, ce livre examine à la fois les histoires amérindiennes et euro-américaines des premiers contacts entre les peuples du Nouveau et de l'Ancien Monde. Il examine la compétition entre Leif Eiriksson et Christophe Colomb pour le titre de « premier découvreur ».

## Œuvres

### Essais
- (en-US) Lay of the Land : Metaphor as Experience and History in American Life and Letters, Chapel Hill, Caroline du Nord, University of North Carolina Press (réimpr. 1984, 1994, 2017) (1re éd. 1975), 208 p. (OCLC 255608197, lire en ligne),
- (en-US) The Land Before Her : Fantasy and Experience of the American Frontiers, 1630-1860, Chapel Hill, Caroline du Nord, University of North Carolina Press (réimpr. 1994, 2005, 2017) (1re éd. 1984), 3204 p. (OCLC 925152391, lire en ligne),
- (en-US) Failing the Future : A Dean Looks at Higher Education in the Twenty-first Century, Durham, Caroline du Nord, Duke University Press (réimpr. 2000) (1re éd. 1998), 316 p. (ISBN 9780822324706, OCLC 49184885, lire en ligne),
- (en-US) In Search of First Contact : The Vikings of Vinland, the Peoples of the Dawnland, and the Anglo-American Anxiety of Discovery, Durham, Caroline du Nord, Duke University Press, 2012, 426 p. (ISBN 9780822352860, OCLC 772113963),

### Directrice de publication
- (en-US) Joseph Nicola et Annette Kolodny (dir.), The Life and Traditions of the Red Man : A rediscovered treasure of Native American literature, Durham, Caroline du Nord, Duke University Press (réimpr. 2009) (1re éd. 2007), 246 p. (ISBN 9780822340096, OCLC 255696155, lire en ligne),

### Articles
- (en-US) « Imagery in the Sermons of Jonathan Edwards », Early American Literature, vol. 7, no 2,‎ 1972, p. 172-182 (11 pages) (lire en ligne ),
- (en-US) « The Unchanging Landscape: The Pastoral Impulse in Simms's Revolutionary War Romances », The Southern Literary Journal, vol. 5, no 1,‎ 1972, p. 46-67 (22 pages) (lire en ligne ),
- (en-US) « Some Notes on Defining a "Feminist Literary Criticism" », Critical Inquiry, vol. 2, no 1,‎ automne 1975, p. 75-92 (18 pages) (lire en ligne ),
- (en-US) « The Feminist as Literary Critic », Critical Inquiry, vol. 2, no 4,‎ été 1976, p. 821-832 (12 pages) (lire en ligne ),
- (en-US) « The Lady's Not for Spurning: Kate Millett and the Critics », Contemporary Literature, vol. 17, no 4,‎ automne 1976, p. 541-562 (22 pages) (lire en ligne ),
- (en-US) « Literary Criticism », Signs, vol. 2, no 2,‎ hiver 1976, p. 404-421 (18 pages) (lire en ligne ),
- (en-US) « Dancing through the Minefield: Some Observations on the Theory, Practice and Politics of a Feminist Literary Criticism », Feminist Studies, vol. 6, no 1,‎ printemps 1980, p. 1-25 (25 pages) (lire en ligne ),
- (en-US) « Reply to Commentaries: Women Writers, Literary Historians, and Martian Readers », New Literary History, vol. 11, no 3,‎ printemps 1980, p. 587-592 (6 pages) (lire en ligne ),
- (en-US) « A Map for Rereading: Or, Gender and the Interpretation of Literary Texts », New Literary History, vol. 11, no 3,‎ printemps 1980, p. 451-467 (17 pages) (lire en ligne ),
- (en-US) « Turning the Lens on "The Panther Captivity": A Feminist Exercise in Practical Criticism », Critical Inquiry, vol. 8, no 2,‎ hiver 1981, p. 329-345 (17 pages) (lire en ligne ),
- (en-US) « Dancing between Left and Right: Feminism and the Academic Minefield in the 1980s », Feminist Studies, vol. 14, no 3,‎ automne 1988, p. 453-466 (14 pages) (lire en ligne )
- (en-US) « Among the Indians: The Uses of Captivity », Women's Studies Quarterly, vol. 21, nos 3 / 4,‎ hiver 1993, p. 184-195 (12 pages) (lire en ligne ),
- (en-US) « Setting an Agenda for Change: Meeting the Challenges and Exploring the Opportunities in Higher Education », Transformations, vol. 4, no 2,‎ 1993, p. 5-30 (26 pages) (lire en ligne ),
- (en-US) « Inventing a Feminist Discourse: Rhetoric and Resistance in Margaret Fuller's Woman in the Nineteenth Century », New Literary History, vol. 25, no 2,‎ printemps 1994, p. 355-382 (28 pages) (lire en ligne ),
- (en-US) « "60 Minutes" at the University of Arizona: The Polemic against Tenure », New Literary History, vol. 27, no 4,‎ automne 1996, p. 679-704 (26 pages) (lire en ligne ),
- (en-US) « "A Sense of Discovery, Mixed with a Sense of Justice": Creating the First Women's Studies Program in Canada », NWSA Journal, vol. 12, no 1,‎ printemps 2000, p. 143-164 (22 pages) (lire en ligne ),
- (en-US) « Women and Higher Education in the Twenty-First Century: Some Feminist and Global Perspectives », NWSA Journal, vol. 12, no 2,‎ été 2000, p. 130-147 (18 pages) (lire en ligne ),
- (en-US) « Setting an Agenda for Change: Meeting the Challenges and Exploring the Opportunities in Higher Education », Transformations, vol. 11, no 2,‎ 2000, p. 89-119 (31 pages) (lire en ligne ),
- (en-US) « Margaret Fuller's First Depiction of Indians and the Limits on Social Protest: An Exercise in Women's Studies Pedagogy », Legacy, vol. 18, no 1,‎ 2001, p. 1-20 (20 pages) (lire en ligne ),
- (en-US) « How English Departments (And Their Chairs) Can Survive into the Twenty-First Century », Profession,‎ 2005, p. 153-166 (14 pages) (lire en ligne ),
- (en-US) « Rethinking the "Ecological Indian": A Penobscot Precursor », Interdisciplinary Studies in Literature and Environment, vol. 14, no 1,‎ hiver 2007, p. 1-23 (23 pages) (lire en ligne ),
- (en-US) « A Personal Retrospective Response », Early American Literature, vol. 53, no 3,‎ 2018, p. 921-951 (32 pages) (lire en ligne ),

## Hommages et distinctions
- 1993, Annette Kolodny est élue membre à vie de la Académie norvégienne des sciences et des lettres

## Pour en savoir plus

### Notices dans des manuels de référence
- (en-US) Gregory S. Jay (dir.) et Susan Koppelman (rédactrice), Modern American Critics Since 1955, Detroit, Michigan, Gale Research, coll. « Dictionary of literary biography » (no 67), 1988, 424 p. (ISBN 9780810317451, OCLC 802920936, lire en ligne), p. 207-212,
- (en-US) Vincent B. Leitch (dir.), William E. Cain (dir.) et Laurie A. Finke (dir.), The Norton Anthology of Theory and Criticism, New York, W.W. Norton, 2001, 2624 p. (ISBN 9780393974294, lire en ligne), p. 2143-2164,
- (en-US) Michael Groden (dir.), Martin Kreiswirth (dir.) et Imre Szeman (dir.), The Johns Hopkins Guide to Literary Theory and Criticism, Baltimore, Maryland, The Johns Hopkins University Press (réimpr. 2005) (1re éd. 1994), 1016 p. (ISBN 9780801880100, lire en ligne), p. 51, 284-285, 308, 311, 318,

### Articles académiques
- (en-US) William W. Morgan, « Feminism and Literary Study: A Reply to Annette Kolodny », Critical Inquiry, vol. 2, no 4,‎ été 1976, p. 807-816 (10 pages) (lire en ligne ),
- (en-US) Judith Kegan Gardiner, Elly Bulkin et Rena Grasso Patterson, « An Interchange on Feminist Criticism: On "Dancing through the Minefield" », Feminist Studies, vol. 8, no 3,‎ automne 1982, p. 629-675 (47 pages) (lire en ligne ),
- (en-US) « A Tribute to Annette Kolodny: Honored Scholar of Early American Literature », Early American Literature, vol. 33, no 1,‎ 1998, p. 1-5 (6 pages) (lire en ligne ),
- (en-US) Marion Rust, « Symposium on the Career of Annette Kolodny », Early American Literature, vol. 53, no 3,‎ 2018, p. 877-882 (6 pages) (lire en ligne ),
- (en-US) Randi Lynn Tanglen, « Dr. Annette Kolodny, 1941–2019 », Legacy, vol. 37, no 1,‎ 2020, p. 154-160 (7 pages) (lire en ligne ),
- (en-US) Marion Rust, « Editor's Note », Early American Literature, vol. 55, no 2,‎ 2020, p. 289-292 (4 pages) (lire en ligne ),